# Bosporski most
Bosporski most, ki se imenuje tudi Prvi Bosporski most ali preprosto Bospor I. (turško: Bogaziçi Köprüsü 1., Bogaziçi Köprüsü ali Birinci Kopru) in tudi most mučenikov 15. julija je eden od dveh visečih mostov, ki prečkata Bosporski preliv (turško Bogaziçi) v Carigradu v Turčiji, torej povezuje Evropo in Azijo (drugi je most Fatiha Sultana Mehmeda, ki se imenuje Drugi Bosporski most). Most stoji med Ortaköy (na evropski strani) in Beylerbeyi (na azijski strani).
Je gravitacijsko zasidran viseči most z jeklenimi piloni in poševnimi vešalkami. Aerodinamična voziščna konstrukcija visi na cik-cak jeklenicah. Dolg je 1560 m, s širino vozišča 33,40 m. Razdalja med pilonoma (glavna razpetina) je 1074 m, skupna višina pilonov je 165 m. Svetla višina mostu od morske gladine je 64 m.
Ko je bil končan leta 1973 je bil 4. najdaljši viseči most na svetu in najdaljši zunaj Združenih držav. Trenutno je 22 najdaljši viseči most glede na glavni razpon na svetu.

## Zgodovina
Ideja o mostu, ki bi prečkal Bospor sega v antiko. Za perzijskega kralja Dareja Velikega (522 - 485 pr. n. št.), kot je pisal Herodot v svoji Zgodovini, je Mandrocles iz Samosa enkrat postavil pontonski most, ki se je raztezal čez Bospor, tako da je Darej lahko sledil bežečim Skitom, kot tudi premikal svojo vojsko na položaje na Balkanu, da bi zavzel Makedonijo.  Prvi projekt za stalni most čez Bospor je bil predlagan v času otomanskega sultana Abdula Hamida II., Bosporska železniška družba je leta 1900 predlagala železniško povezavo med celinama. 
Odločitev za izgradnjo mostu čez Bospor je bila sprejeta leta 1957 v času vlade premierja Adnana Menderesa. Za inženirsko delo je sklenil pogodbo z britansko družbo Freeman Fox & Partners leta 1968. Most sta zasnovala priznana britanska gradbena inženirja Sir Gilbert Roberts in William Brown, ki sta prav tako zasnovala most Humber, most Severn, most Forth Road, most Auckland Harbour in most čez reko Volta. Gradnja se je začela februarja 1970, ko so se slovesnosti udeležili predsednik Cevdet Sunay in premier Süleyman Demirel. Izvajalec je bilo turško podjetje Enka Construction & Industry Co., skupaj s sopogodbenikoma Cleveland Bridge & Engineering Company (Anglija) in Hochtief AG (Nemčija). Petintrideset inženirjev in 400 delavcev je delalo na projektu.
Most je bil končan 30. oktobra 1973, en dan po 50. obletnici ustanovitve Republike Turčije, odprla sta ga predsednik Fahri Korutürk in premier Naim Talu. Stroški so znašali US $ 200.000.000 (ali US $ 1.060.000.000 v cenah 2015).
V času, ko je bil odprt, je bil prvi stalni most med Evropo in Azijo. Le nekoliko stran sta  prečkala Hellespont (Dardanele) pontonska mostova  Kserksesa I. leta 480 pr. n. št. in Dareja I. Velikega iz leta 513 pred našim štetjem.

## Promet
Avtocestni most ima skupno širino šest prometnih pasov in dva odstavna pasova). Na delovnik zjutraj se prometni tokovi dnevnih migracij večinoma odvijajo proti zahodu do evropskega dela, tako da štirje od šestih pasov tečejo zahodno in samo dva proti vzhodu. Nasprotno, zvečer, štiri steze delujejo proti vzhodu in dva pasova na zahod.
V prvih štirih letih so lahko čez most hodili tudi pešci, da bi dosegli dvigala v notranjosti pilonov na obeh straneh. Danes ni dovoljen prehod preko mostu pešcem in gospodarskim vozilom.
Danes prečka most okoli 180.000 vozil dnevno v obe smeri, skoraj 85 % osebnih avtomobilov. 29. decembra 1997 je most prevozilo eno-milijardno vozilo. Polno obremenjen 
Bosporski most je cestninski. Cestninska postaja s 13 cestninskimi stezami je v bližini mostu na azijski strani. Cestnina se zaračuna za prehod iz Evrope v Azijo, ne pa za prehod v obratni smeri.
Od leta 1999 so nekatere steze (# 9 - # 13), ki so na skrajni levi, brez posadke in opremljena samo za daljinsko plačevanje (turško: OGS), da bi pospešili promet. Poleg sistema OGS je drug način plačevanja s posebno brezkontaktno pametno kartico (turško: KGS), ki je bila dana v uporabo na določenih cestninskih postajah v letu 2005.
Od 3. aprila 2006 na cestninskih postajah ne jemljejo nobene gotovine, temveč le OGS ali KGS. Kartice je mogoče dobiti na različnih postajah, preden se pride na cestninsko postajo avtocest in mostov. V letu 2006 je cestnina znašala 3,00 TL ali približno 2,00 $.
Od aprila 2007 je v celoti uvedena računalniško vodena LED razsvetljava spreminjajočih se barv in vzorcev, ki jo je razvil Philips in most osvetljuje ponoči.
V letu 2012 sta bila OGS in KGS nadomeščena z novim sistemom HGS, ki uporablja radio frekvenčno identifikacijsko (RFID) tehnologijo.

## Dogodki
Intercontinental Istanbul Eurasia Marathon, organiziran letno v oktobru se začne iz anatolske strani Carigrada, prečka Bospor preko mostu in se konča na evropski strani. V času maratona je most zaprt za promet vozil.
Obiskovalci Carigrada se lahko v oktobru prijavijo za 'fun run' na mnogih točkah okrog po mestu in izkoristijo priložnost, da gredo čez most peš in uživajo v razgledu.
Most je bil upodobljen na hrbtni strani turškega bankovca za 1000 lir v letih 1978-1986.
15. maja 2005 se je ob 07:00 po lokalnem času je ameriška teniška zvezda Venus Williams igrala igro s turško igralko Ipek Şenoğlu na mostu, prvi tenis, ki se je igral na dveh celinah. Dogodek je bil promocija pred WTA turnirjem v Carigradu v letu 2005 in je trajal pet minut. Po igri sta obe vrgli teniško žogico v Bospor. 
17. julija 2005 ob 10:30 po lokalnem času, je britanski voznik formule 1, David Coulthard, odpeljal svoj Red Bull dirkalnik čez most, nato pa po spektakularnem obračanju na cestninski postaji nazaj na evropsko stran. Svoj avto je parkiral na vrtu palače Dolmabahçe, kjer je vožnjo začel. Medtem ko je prečkal most, je Coultharda avtomatski sistem za nadzor oglobil za 20 evrov, ker je šel skozi cestninsko postajo brez plačila. Njegova ekipa je kazen plačala. 
5. novembra 2013 na golfist Tiger Woods, ki je prišel v Turčijo na turnir Turkish Airlines za leto 2013. Otvoritev je potekala na mostu z nekaj udarci žogice iz azijski strani na evropsko stran. Most je bil zaprt za promet približno eno uro.